# Elezioni presidenziali in Moldavia del 2024
Le elezioni presidenziali in Moldavia del 2024 si sono tenute il 20 ottobre (I turno) per il rinnovo della Presidenza del paese. Il primo turno si è tenuto contemporaneamente ad un referendum sull’inserimento in Costituzione dell’impegno formale ad entrare nell’Unione europea.
Poiché, tuttavia, nessuno dei candidati è riuscito a raggiungere la maggioranza assoluta delle preferenze, un ulteriore turno di votazioni si è tenuto in data 3 novembre, da cui è emersa vincitrice la Presidente uscente Maia Sandu (sostenuta dal PAS) con ben il 55,33% dei voti.
Essendo ancora al primo mandato, difatti, ella ha potuto legalmente presentarsi per la rielezione.

## Sistema elettorale
Per le elezioni presidenziali, la legge elettorale moldava (definita in parte anche dalla Costituzione, art. 78, commi 1, 3 e 4) prevede l’applicazione di un sistema maggioritario a doppio turno: per essere eletti, infatti, è necessaria la maggioranza assoluta delle preferenze (50%+1). Qualora ciò non avvenga al primo turno, si tiene un ballottaggio tra i primi due candidati entro due settimane dal precedente.
Prima di ciò, tuttavia, peculiarità preliminare del sistema è la previsione di una partecipazione al voto pari almeno al 33,333% degli elettori (ossia 1/3), al fine di rendere ufficialmente valida la votazione. Qualora questa non si manifesti, l’elezione va ripetuta.
Per presentarsi ufficialmente come candidato, infine, la legge fondamentale (art. 78, comma 2) richiede anche che, oltre ad essere cittadini ed a rispettare i vari requisiti (almeno 40 anni d’età, parlante romeno e residente permanentemente da almeno 10 anni), si sia sostenuti da una petizione sottoscritta da almeno 15.000 elettori in almeno due suddivisioni amministrative, ottenendo da ciascuna di esse almeno 600 firme.

## Risultati
| Maia Sandu          | Indipendente                                                        | 656 852   | 42,49 | 930 238   | 55,35 |  |  |  |
| Alexandr Stoianoglo | Indipendente                                                        | 401 215   | 25,95 | 750 370   | 44,65 |  |  |  |
| Renato Usatîi       | Partito Nostro (PN)                                                 | 213 169   | 13,79 |           |       |  |  |  |
| Irina Vlah          | Indipendente                                                        | 83 193    | 5,38  |           |       |  |  |  |
| Victoria Furtună    | Indipendente                                                        | 68 778    | 4,45  |           |       |  |  |  |
| Vasile Tarlev       | Partito del Futuro della Moldavia (PVM)                             | 49 316    | 3,19  |           |       |  |  |  |
| Ion Chicu           | Partito dello Sviluppo e della Consolidazione della Moldavia (PDCM) | 31 797    | 2,06  |           |       |  |  |  |
| Octavian Țîcu       | Blocco Elettorale “Insieme” (BEI)                                   | 14 326    | 0,93  |           |       |  |  |  |
| Andrei Năstase      | Indipendente                                                        | 9 946     | 0,64  |           |       |  |  |  |
| Natalia Morari      | Indipendente                                                        | 9 444     | 0,61  |           |       |  |  |  |
| Tudor Ulianovschi   | Indipendente                                                        | 7 995     | 0,52  |           |       |  |  |  |
| Totale              | Totale                                                              | 1 546 031 | 100   | 1 680 608 | 100   |  |  |  |
|                     |                                                                     |           |       |           |       |  |  |  |
| Voti non validi     | Voti non validi                                                     | 16 674    | 1,07  | 19 337    | 1,14  |  |  |  |
| Votanti             | Votanti                                                             | 1 562 705 | 51,68 | 1 699 945 | 56,22 |  |  |  |
| Elettori            | Elettori                                                            | 3 023 810 |       | 3 023 810 |       |  |  |  |

| Maia Sandu          |  | 42,49% |
| Alexandr Stoianoglo |  | 25,95% |
| Renato Usatîi       |  | 13,79% |
| Irina Vlah          |  | 5,38%  |
| Victoria Furtună    |  | 4,45%  |
| Vasile Tarlev       |  | 3,19%  |
| Ion Chicu           |  | 2,06%  |
| Octavian Țîcu       |  | 0,93%  |
| Andrei Năstase      |  | 0,64%  |
| Natalia Morari      |  | 0,61%  |
| Tudor Ulianovschi   |  | 0,52%  |

| Maia Sandu          |  | 55,35% |
| Alexandr Stoianoglo |  | 44,65% |